# Feuerwehr Mülheim
Die Feuerwehr Mülheim besteht aus der Berufsfeuerwehr (BF) und der Freiwilligen Feuerwehr (FF) und ist für den Brand- und Katastrophenschutz in der 175.000-Einwohner-Stadt Mülheim an der Ruhr verantwortlich. Mit ihren über 100 Fahrzeugen fahren die Kräfte der Feuerwehr Mülheim jährlich über 40.000 Einsätze.
Bis zum Jahr 2001 war Mülheim die einzige Stadt in Deutschland ohne Freiwillige Feuerwehr. 55 Jahre lang stellte nur die Berufsfeuerwehr den Brandschutz in der Ruhrgebietsstadt sicher.

## Geschichte
Alle männlichen Bewohner Mülheims waren laut Feuerschutzverordnung der Stadt verpflichtet, den Brandschutz sicherzustellen. 1852 wurde das erste Löschcorps aufgestellt; 1856 wurde es kurzfristig durch eine besoldete Truppe ergänzt. Mit der Entwicklung der ersten Turnerfeuerwehren bzw. Freiwilligen Bürgerwehren ab dem Jahr 1865 bestand die Pflicht für die Männer nicht mehr.
Die erste Freiwillige Feuerwehr wurde 1879 im Stadtteil Saarn gegründet. Die städtische Freiwillige Feuerwehr gründete sich am 11. August 1887, woraufhin die Bürgerwehren und Turnerfeuerwehren aufgelöst wurden.
In der Folge wurden weitere Feuerwehren gegründet und so zählte die Freiwillige Feuerwehr Mülheim im Jahr 1912 eine Mannschaftsstärke von 230 Mitgliedern.
Bis zum Jahr 1924 war die Freiwillige Feuerwehr alleine für den Brandschutz in Mülheim zuständig, am 1. April wurde die Berufsfeuerwehr gegründet. In den folgenden Jahren arbeitete die Berufsfeuerwehr mit der Freiwilligen Feuerwehr zusammen, doch aufgrund mangelndem Interesse und schlechter oder fehlender Ausrüstung wurde die Freiwillige Feuerwehr im Oktober 1946 aufgelöst. Fortan war nur noch die Berufsfeuerwehr für den Brandschutz zuständig.
In der Reichspogromnacht vom 9. auf den 10. November 1938 brannte das Synagogengebäude in Mülheim nieder. Der Brand wurde auf Befehl des damaligen Leiters der Berufsfeuerwehr, Alfred Freter, der gleichzeitig SS-Führer war, von der Mülheimer Feuerwehr selbst gelegt. Die Feuerwehr beschränkte sich bei den Löscharbeiten entsprechend nur auf die Verhinderung des Übergreifens des Feuers auf benachbarte Häuser.
In der Nacht vom 22. auf den 23. Juni 1943 wurde die Hauptwache an der Aktienstraße durch einen gezielten Angriff weitestgehend zerstört. Dieser Angriff im Vorfeld der Bombardierung Mülheims durch angloamerikanische Bomber sollte verhindern, dass die Feuerwehr bei den nachfolgenden Bränden helfend eingreifen und so die Zerstörung der Stadt lindern könnte.
In den Jahren 1959 und 1979 wurde die Feuerwache der Berufsfeuerwehr an der Aktienstraße erweitert. Dieser Standort war lange Zeit der einzige Feuerwehrstandort im Stadtgebiet.
Durch einen Ratsbeschluss vom 14. Dezember 2000 wurde die Neugründung der Freiwilligen Feuerwehr entschieden. Nach dem Treffen vorbereitender Maßnahmen von Seiten der Berufsfeuerwehr wurde die Freiwillige Feuerwehr Mülheim offiziell am 19. September 2001 gegründet.
Im Stadtteil Heißen konnte im Oktober 2005 eine neue Feuer- und Rettungswache eröffnet werden. Sie ersetzte nicht die über 80 Jahre alte Feuerwache an der Aktienstraße, sondern dient als weiterer Standort, damit die Stadtteile östlich der Ruhr schneller von der Feuerwehr erreicht werden. Auf dem Gelände wurde auch das erste Feuerwehrhaus der Freiwilligen Feuerwehr errichtet.
Im Jahr 2010 ist an der Duisburger Straße in Broich eine neue Feuer- und Rettungswache entstanden, welche die Stadtteile westlich der Ruhr versorgt. Sie ersetzt die 80 Jahre alte Feuerwache an der Aktienstraße. Außerdem wurde hier ein weiterer Standort der Freiwilligen Feuerwehr eingerichtet. Sie umfasst rund 65 Fahrzeuge und gilt als größte Feuerwache des Ruhrgebietes und eine der größten Feuerwachen Deutschlands.
Bereits im Jahr 2021 wurde durch den Rat der Stadt der Bau eines dritten Feuerwehrhauses für die Freiwillige Feuerwehr im Süden der Stadt beschlossen; derzeit wird noch nach einem geeigneten Standort gesucht. 
Die Berufsfeuerwehr wurde in der Vergangenheit von Branddirektor Paul Sorge (1924–1934), SS-Major Alfred Freter (1934–1945), Brandrat Ernst Kratz (1945–1957), Brandoberamtsrat Max Knorst (1958–1970), Branddirektor Hans-Jürgen Böhme (1970–1997) und Leitendem Branddirektor Burkhard Klein (1997–2019) geführt.
Seit 1. Dezember 2019 wird die Berufsfeuerwehr von Leitendem Branddirektor Sven Werner geleitet.

## Berufsfeuerwehr

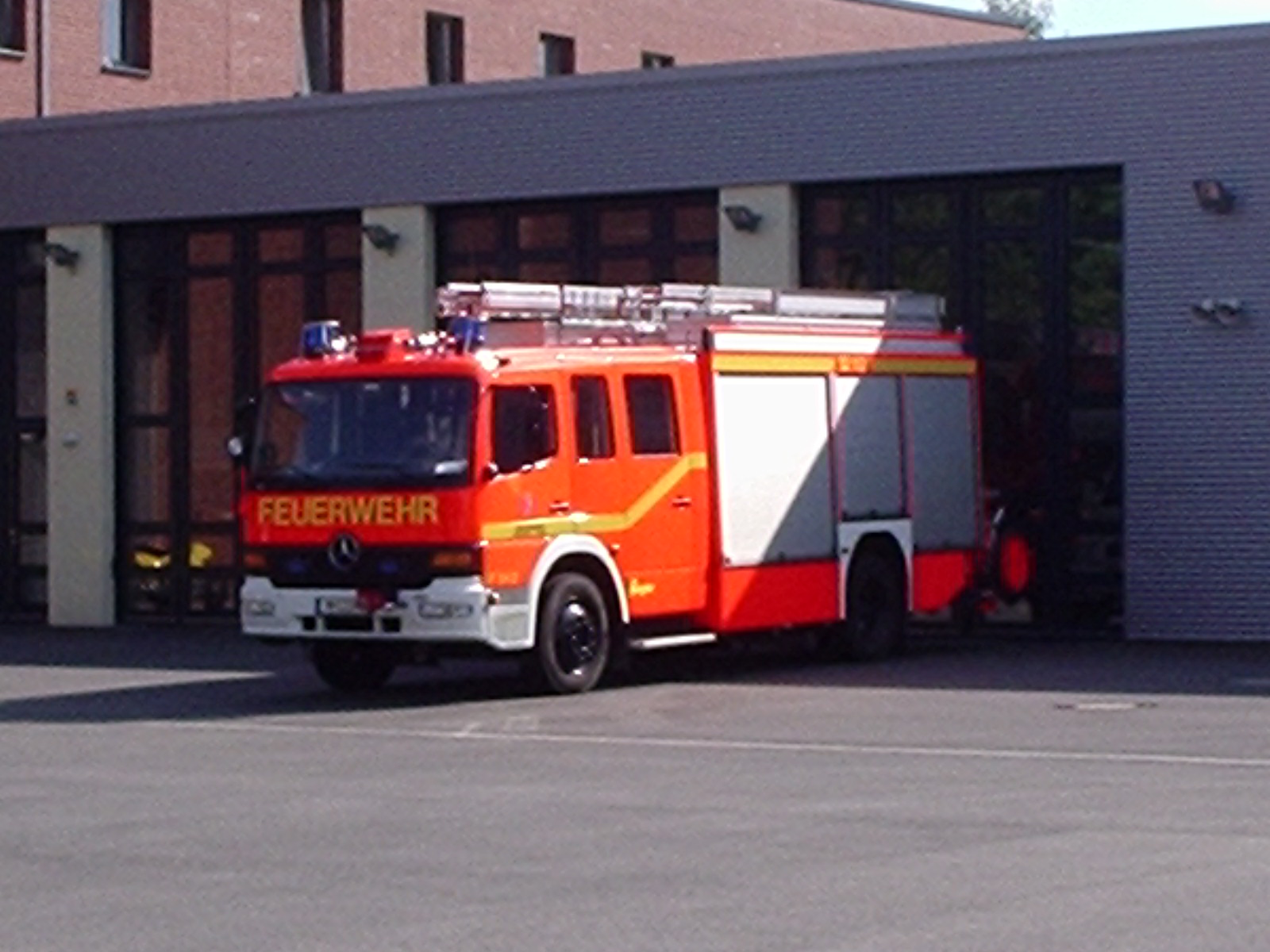
Ein LF 24 der BF an der Feuer- und Rettungswache 2

Die Berufsfeuerwehr ist für den Brandschutz, Hilfeleistungen, den Rettungsdienst und für den Katastrophen- und Zivilschutz verantwortlich. Dafür stehen ihr an zwei Standorten 280 Mitarbeiter im feuerwehrtechnischen zur Verfügung. Des Weiteren stehen noch 40 Arbeitsplätze in Werkstätten, Verwaltung und Schulen zur Verfügung.
An jeder Feuer- und Rettungswache steht rund um die Uhr ein Löschzug, bestehend aus zehn Einsatzkräften, zur Verfügung, hinzu kommen noch drei Rettungswagen in der Feuerwache 1, zwei Rettungswagen (RTW) in der Feuerwache 2. Der Löschzug besteht in Mülheim aus einer Drehleiter, einem Tanklöschfahrzeug und einem Löschgruppenfahrzeug. Außerdem versehen an den Wachen noch die Rettungstaucher und die Besatzungen für die Spezialfahrzeuge ihren Dienst. An den beiden Mülheimer Krankenhäusern unterhält die Berufsfeuerwehr Notarztstationen, wo rund um die Uhr ein Rettungsassistent bzw. Notfallsanitäter stationiert ist. Im Einsatzfall fährt er den Notarzt mit dem Notarzteinsatzfahrzeug (NEF) zur Einsatzstelle.

### Feuer- und Rettungswache 1
Auf dem ehemaligen Bahngelände nördlich der Duisburger Straße ist die neue Hauptfeuer- und Rettungswache der Berufsfeuerwehr sowie das Feuerwehrhaus der Freiwilligen Feuerwehr, Löschzug Broich, entstanden. Die Erschließungsstraße auf dem Gelände hat den Namen „Zur alten Dreherei“ erhalten, ein Hinweis auf die ehemalige Nutzung der historischen Halle neben dem Gelände der neuen Hauptfeuerwache. Sie ist seit dem Jahr 2010 in Betrieb.
Die offizielle Inbetriebnahme der neuen Feuer- und Rettungswache erfolgte am 21. September 2010. Mit der Räumung bzw. Rodung des vorgesehenen Geländes wurde im Juli 2008 begonnen. Grundsteinlegung für die neue Hauptfeuer- und Rettungswache war am 26. Februar 2009, das Richtfest wurde am 20. August 2009 gefeiert.
Die Gebäude sind auf dem Gelände so angeordnet, dass ein größerer Innenhof entsteht, der ein Arbeiten und Üben erlaubt, ohne die Nachbarschaft unnötig zu belästigen. Bei der Anordnung der Gebäude wurde natürlich auch darauf geachtet, dass die zuerst ausrückenden Einsatzkräfte und Fahrzeuge zentral untergebracht sind, um die Wege möglichst kurz zu halten. Die Gebäude A bis D sind über Brücken miteinander verbunden. Die Hauptfeuerwache ist komplett notstromversorgt, damit auch bei einem längeren Stromausfall der Betrieb sichergestellt werden kann.
Im Einzelnen sind folgende Gebäude bzw. Bereiche auf dem Gelände angeordnet:
Im Gebäude A sind die Branddirektion, das Führungs- und Lagezentrum und die Fachabteilungen untergebracht. Zusätzlich befinden sich hier Fahrzeugstellplätze für Einsatzleit- und Kommandowagen sowie Sonderfahrzeuge. Außerdem befinden sich hier Umkleidemöglichkeiten für den Führungsdienst sowie Technik- und Lagerräume. Das Führungs- und Lagezentrum ist die „Schaltzentrale“ nicht nur für die Feuerwehr, sondern insbesondere für die gesamte Gefahrenabwehr der Stadt. Hier sind in räumlicher Nähe zueinander die Leitstelle für Feuerwehr und Rettungsdienst, Stabsräume für die Technische Einsatzleitung und den Krisenstab, die Personenauskunftsstelle, das Bürgertelefon und Fachberaterräume untergebracht.
Im Gebäude B befindet sich im ersten Obergeschoss die Feuerwehrschule. Im Erdgeschoss sind das zentrale Einsatzmittellager sowie die Halle für die Abrollbehälter mit Sonderausrüstungen untergebracht.
Im Gebäude C ist der Einsatzdienst untergebracht. Hier befinden sich alle Fahrzeuge, die bei einem Einsatz zuerst ausrücken. Das Erdgeschoss ist in zwei Bereiche aufgeteilt. Im linken Bereich sind die Fahrzeuge für Brandschutz und Technische Hilfeleistung, im rechten Bereich die Fahrzeuge des Rettungsdienstes und zusätzlich in der Mitte diverse notwendige Funktions- und Lagerräume untergebracht. Im Obergeschoss befinden sich die Aufenthalts-, Sozial- und Umkleideräume des Einsatzpersonals.
Im Gebäude D sind alle für den Rund-um-die-Uhr-Einsatzbetrieb der Feuerwehr notwendigen Werkstätten untergebracht. Insbesondere befinden sich hier die Desinfektion für den Rettungsdienst, die Atemschutzwerkstatt, die Kfz-Werkstatt, die Waschhalle, die Schlauchwerkstatt, Schlosserei und Schreinerei sowie einige Kleinwerkstätten (z. B. Funkwerkstatt, Schneiderei etc.). Zusätzlich sind hier die Atemschutz-Übungsstrecke, die Kleiderkammer, das Taucherübungsbecken sowie Sporthalle und Fitnessraum angeordnet.
Das Gebäude E ist das Feuerwehrhaus für die Freiwillige Feuerwehr. Hier haben der Löschzug Broich der Freiwilligen Feuerwehr sowie eine Gruppe der Jugendfeuerwehr ihre Unterkunft gefunden.
Das Gebäude F ist das Brandübungshaus. Direkt daneben befinden sich ein kleiner Sportplatz sowie eine Übungsanlage für den Umgang mit Gefahrstoffen (Bahnkesselwagen auf einem kurzen Schienenstrang).
Auf einem Außenübungsgelände wird eine Realbrandanlage für die realistische Ausbildung vorgehalten, außerdem können hier Ausbildungen in der technischen Hilfeleistung durchgeführt werden.

### Feuer- und Rettungswache 2

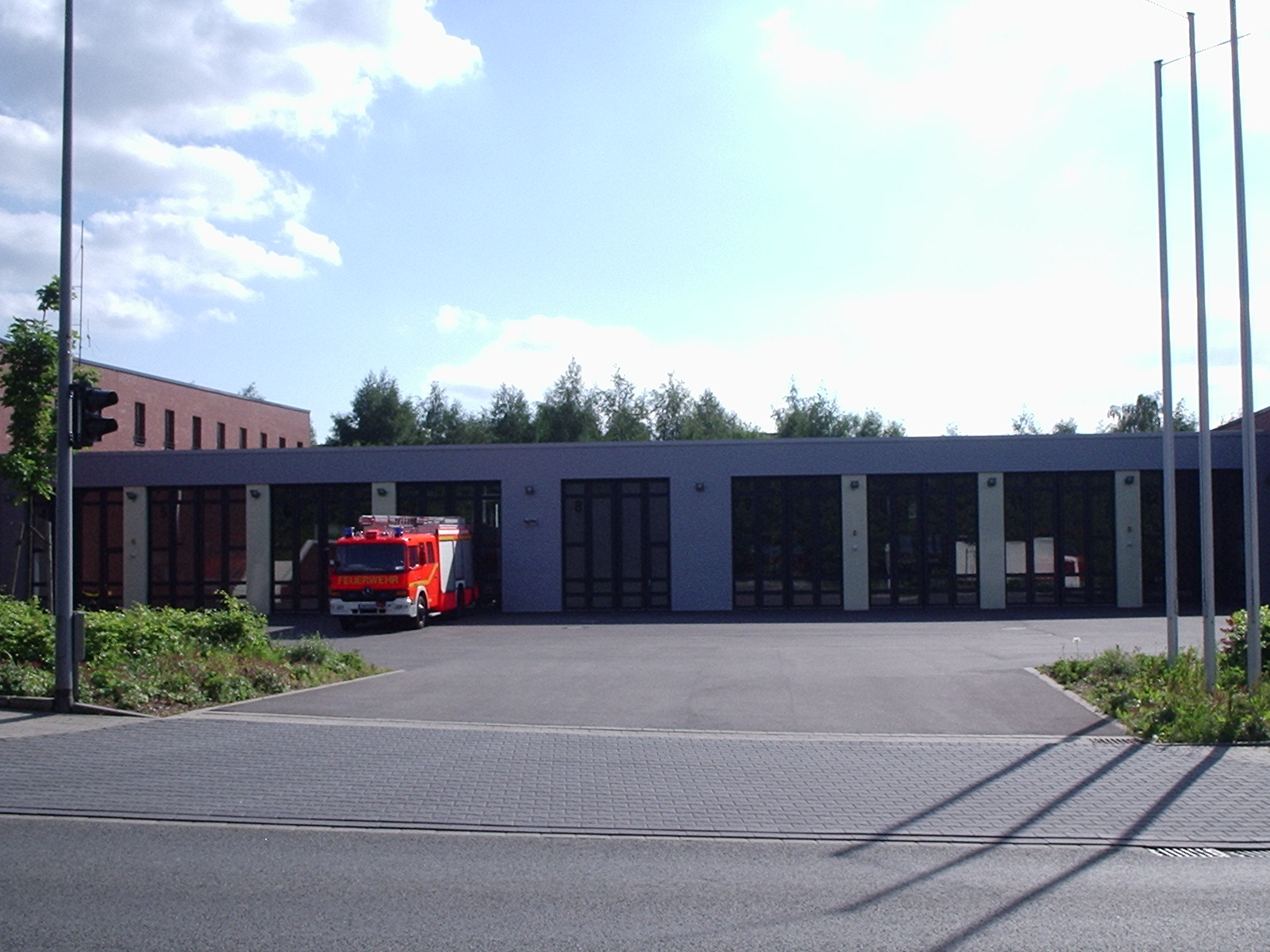
Die Fahrzeughalle der Feuerwache 2

Im Jahr 2005 konnte in Heißen ein weiterer Standort der Berufsfeuerwehr eingeweiht werden. Von hier aus werden die östlichen Stadtteile Mülheims versorgt, die bisher nicht schnell genug erreicht werden konnten.
In der Fahrzeughalle stehen die Fahrzeuge des Löschzuges (Löschgruppenfahrzeug 24 (LF 24), Tanklöschfahrzeug 24/50 (TLF 24/50) und Drehleiter mit Korb 23-12 (DLK 23-12)), und das Kleineinsatzfahrzeug (KEF), eine Waschhalle ist außerdem dort untergebracht. Im linken Kopfteil des Wachgebäudes stehen drei Rettungswagen, von denen zwei ständig besetzt sind. Die Kräfte der Feuerwache 2 besetzen zudem das Notarzteinsatzfahrzeug des St. Marien-Hospitals.
In dem Gebäude sind zusätzlich Werkstätten, Technik-, Lager-, Ruhe- und Schulungsräume, Büros, Sportraum und die Küche untergebracht. Im rechten Teil der Feuerwache ist die Freiwillige Feuerwehr beheimatet.

### Rettungswache 3
Im Stadtteil Styrum wurde eine Rettungswache mit drei Stellplätzen neu errichtet. Hier werden zukünftig zwei durch die Johanniter Unfallhilfe (JUH) fest besetzte Rettungswagen und ein Reservefahrzeug stationiert.

### Rettungswache 4
Im Stadtteil Saarn befindet sich auf dem ehemaligen Kirmesplatz eine provisorische Rettungswache. Hier sind zwei Rettungswagen und ein Reservefahrzeug stationiert. Die Fahrzeuge werden vom DRK besetzt. Zukünftig soll eine Rettungswache zusammen mit einem Feuerwehrhaus der Freiwilligen Feuerwehr an einem strategisch günstiger gelegenen Standort entstehen.

### Rettungswachen 5 und 6 – Notarztstandorte
An den beiden Krankenhäusern, Evangelisches Krankenhaus und St. Marien-Hospital, ist jeweils ein Notarzteinsatzfahrzeug der Berufsfeuerwehr stationiert. Die Notärztinnen und Notärzte werden vom jeweiligen Krankenhaus gestellt.

### Rettungsdienstschule – Wache 8
Die Rettungsdienstschule hat seit dem 1. Januar 2022 ihren neuen Standort in der Parkstadt Mülheim (ehem. Tengelmann-Areal), ca. 500 m Luftlinie von der Hauptfeuerwache entfernt. Hier finden alle rettungsdienstlichen Aus- und Fortbildungen bis hin zur Ausbildung von Notfallsanitätern statt. Die Notfallsanitäterschule wird in Kooperation mit der Berufsfeuerwehr Oberhausen betrieben. Die Berufsfeuerwehr Mülheim unterhält außerdem eine von sieben Desinfektorenschulen in Nordrhein-Westfalen.
In der Rettungsdienstschule befinden sich vier Lehrsäle, mehrere Seminarräume, Büros sowie ein großes Simulationszentrum. Das Simulationszentrum beinhaltet u. a. eine komplette Wohnung, einen Schockraum, ein Pflegezimmer und sogar einen kompletten Rettungswagen.
Ein Rettungswagen und ein Notarzteinsatzfahrzeug können vom Schulpersonal bei Bedarf von hier besetzt werden.

### Feuerwehrschule – Wache 9
Zum 1. Januar 2022 wurde die Feuerwehr- und Rettungsdienstschule aufgrund der gewachsenen Anforderungen aufgeteilt. Die Feuerwehrschule ist weiterhin im Gebäude B der Hauptfeuerwache beheimatet.
Für die theoretische Ausbildung stehen fünf Lehrsäle, davon ein Planspielraum und ein Raum für die Brandschutzerziehung zur Verfügung. Für die praktische Ausbildung stehen u. a. ein Übungshaus, ein Kesselwagen für Gefahrgutübungen, der Übungsturm sowie ein Außenübungsgelände mit Brandsimulationsanlage zur Verfügung.

## Freiwillige Feuerwehr
Seit September 2001 gibt es in Mülheim wieder eine Freiwillige Feuerwehr. Die aus der Turner-Feuerwehr (gegründet 1865) und den Freiwilligen Feuerwehren Saarn und Broich hervorgegangene und am 11. August 1887 gegründete städtische Freiwillige Feuerwehr Mülheim war bis 1924 alleine für den Brandschutz in Mülheim verantwortlich und arbeitete bis zu ihrer Auflösung im Jahr 1946 mit der Berufsfeuerwehr zusammen.
Ende des Jahres 2000 beschloss der Stadtrat, nach 55 Jahren wieder eine Freiwillige Feuerwehr zu gründen. Die Gründe für die Gründung der Freiwilligen Feuerwehr liegen in den gesetzlichen Verpflichtungen, die das Feuerschutz- und Hilfeleistungsgesetz des Landes Nordrhein-Westfalen fordern und besonders die Optimierung des Brandschutzes. Die Berufsfeuerwehr gerät bei längeren Einsätzen und Großschadenslagen sowie bei mehreren Einsätzen zur gleichen Zeit an ihre Grenzen. Weil eine Freiwillige Feuerwehr in solchen Situationen eine hilfreiche Reserve darstellt und dadurch das Sicherheitsniveau für die Bevölkerung gesteigert wird, entschied man sich in Mülheim für die Gründung. Nachdem wichtige Weichen im Hinblick auf Finanzierung, Ausbildung und Mitgliederwerbung gestellt wurden, wurde am 19. September 2001 die Freiwillige Feuerwehr Mülheim neugegründet.
Zurzeit gehören zur FF Mülheim knapp 120 aktive Feuerwehrfrauen und -männer in zwei Löschzügen, denen zehn Fahrzeuge zur Verfügung stehen. Ihre Aufgaben sind die Unterstützung der Berufsfeuerwehr bei Großschadenslagen, z. B. nach Unwettern, sowie bei länger andauernden Einsätzen, wie Brandeinsätzen, technischen Hilfeleistungen, Wasserförderung und Umweltschutzeinsätzen. Vom Rat der Stadt wurde bereits der Bau eines dritten Feuerwehrhauses für die Freiwillige Feuerwehr im Stadtteil Saarn beschlossen, allerdings konnte noch kein geeigneter Standort gefunden werden.

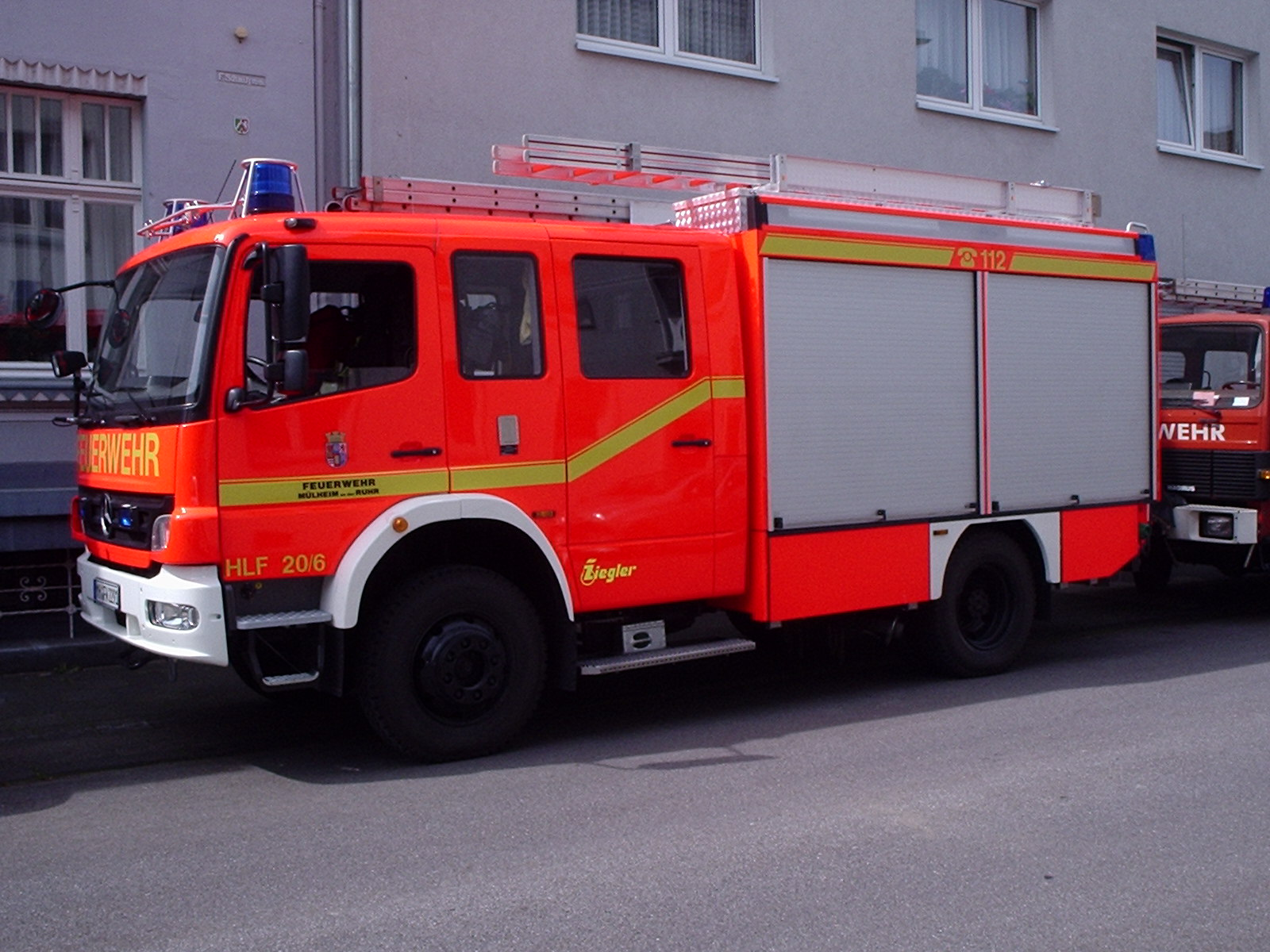
HLF 20/6 des LZ Heißen

### Löschzug 11 – Broich
Der Löschzug 11 der Freiwilligen Feuerwehr ist im Stadtteil Broich beheimatet. Im Zuge des Neubaus der Hauptfeuerwache wurde auch ein weiteres Feuerwehrhaus für die Freiwillige Feuerwehr errichtet. Am 21. September 2010 wurde der Löschzug Broich offiziell in Dienst gestellt. Den aktiven Mitgliedern stehen ein Hilfeleistungslöschgruppenfahrzeug 20/6 (HLF 20/6), ein Löschgruppenfahrzeug LF20 KatS des Bundes (LF 20 KatS), ein Mannschaftstransportfahrzeug (MTF), ein Tanklöschfahrzeug TLF 3000 und ein Dekontaminationslastkraftwagen Personen (Dekon-Lkw P) zur Verfügung.

### Löschzug 12 – Heißen
Der Löschzug 12 der Freiwilligen Feuerwehr ist im Stadtteil Heißen beheimatet. Seit 2005 befindet sich das Feuerwehrhaus in der Feuer- und Rettungswache 2, wo die insgesamt fünf Fahrzeuge stehen. Den aktiven Mitgliedern stehen ein Hilfeleistungslöschgruppenfahrzeug 20/6 (HLF 20/6), ein Löschgruppenfahrzeug LF20 KatS des Bundes (LF 20 KatS), ein Schlauchwagen SW 2000 Bund, ein Mannschaftstransportfahrzeug (MTF) und ein Dekontaminationslastkraftwagen Personen (Dekon-Lkw P) zur Verfügung.

### Jugendfeuerwehr
Am 7. März 2007 hat die Jugendfeuerwehr (JF) Mülheim ihren Dienst am Standort Heißen aufgenommen. Seit 2013 gibt es auch eine Jugendfeuerwehr in Broich. Insgesamt sind ca. 50 Jugendliche in beiden Jugendfeuerwehren aktiv.

## Rettungsdienst
Die Feuerwehr der Stadt Mülheim ist Kernträger des Rettungsdienstes in der Stadt, neben der Feuerwehr sind auch Hilfsorganisationen in den Rettungsdienst eingebunden. Für den Notfall besitzt die Feuerwehr insgesamt 13 Rettungswagen, von denen fünf rund um die Uhr fest und drei in Springerfunktion besetzt sind. Ein Rettungswagen wird als Ausbildungsfahrzeug in der Notfallsanitäterschule eingesetzt. Stationiert sind die Fahrzeuge an den Feuer- und Rettungswachen 1 und 2. Im Einsatzfall werden sie im Rendezvous-Prinzip von den zwei fest besetzten Notarzteinsatzfahrzeugen NEF ergänzt. Zwei weitere NEF können in Springerfunktion besetzt werden oder stehen als technische Reserve zur Verfügung.
An der Einsatzstelle treffen sich der Rettungswagen und das Notarzteinsatzfahrzeug, die parallel alarmiert werden. Die Notarzteinsatzfahrzeuge sind an den beiden Mülheimer Krankenhäusern (St. Marien-Hospital und Evangelisches Krankenhaus) stationiert, die auch die Notärzte stellen.
Zusätzlich stellen die Hilfsorganisationen DRK und JUH jeweils einen Rettungswagen an den Rettungswachen-Standorten 3 (Styrum) und 4 (Saarn).
Für minderschwere Fälle, in denen keine Lebensgefahr besteht, stehen Krankentransportwagen (KTW) zur Verfügung, die hauptsächlich von Mitarbeitern des Deutschen Roten Kreuzes (DRK), der Johanniter-Unfall-Hilfe (JUH) und des Malteser Hilfsdienstes (MHD) besetzt werden.
Die Stadt Mülheim gehört zur Trägergemeinschaft des Rettungshubschraubers „Christoph 9“, der im benachbarten Duisburg stationiert ist.

## Katastrophen- und Zivilschutz
Neben der Mülheimer Feuerwehr sind noch weitere Organisationen in den Katastrophenschutz eingebunden. Hier sind das Deutsche Rote Kreuz (DRK), die Johanniter-Unfall-Hilfe (JUH), der Malteser Hilfsdienst (MHD), die Deutsche Lebens-Rettungs-Gesellschaft (DLRG) und das Technische Hilfswerk (THW) zu nennen. Des Weiteren sind die Mülheimer Krankenhäuser und die Notfallseelsorge in den Katastrophenschutz involviert.
Um für den Notfall zu üben, findet einmal im Jahr eine gemeinsame Übung der Hilfsorganisationen statt, in der der Massenanfall von Verletzten simuliert wird.
Eingesetzt werden die Einheiten nicht nur in Mülheim, sondern auch über die Stadtgrenzen hinaus. Zu den Einsätzen außerhalb des Stadtgebietes zählen u. a. der Weltjugendtag 2005, die Fußball-Weltmeisterschaft 2006 und das Unglück bei der Loveparade 2010 in Duisburg.

## Computerspiel
Das Computerspiel Notruf 112 – Die Feuerwehr Simulation wurde in Kooperation mit der Feuerwehr Mülheim erstellt; inzwischen wird auch ein weiteres Spiel „Notruf 112 – Die Simulation 2“ angeboten.